# Бахчевая коровка
Бахчевая коровка (лат. Henosepilachna elaterii) — вид божьих коровок.

## Описание
Жуки длиной 7-9 мм. Тело широкоовальной формы, красно-бурого цвета. Заднегрудь черная, верхняя сторона тела покрыта волосками. Каждое надкрылье с шестью довольно крупными чёрными точками, каждая из которых окружена светлым ореолом. Задние точки иногда могут сливаться между собой и образовывать V-образное пятно. Плечи широко закруглены, голени простые. Эпиплевры широкие и плоские.
Яйца похожи на таковые семиточечной коровки, но перед выходом личинок они не становятся темнее. Появившиеся на свет личинки длиной около 2 мм, желтого цвета, на дорсальной стороне с 4 продольными рядами чёрных ветвистых шипов. Взрослые личинки зеленовато-желтого цвета, длиной до 9—10,5 мм. Имеют 6 рядов чёрных шипиков, расширенных к основанию .

## Ареал
Ареал включает в себя: Южная Европа, Средиземноморье, Африка, Малая Азия, Передняя Азия, Афганистан, юг России. Также населяет Индийский субконтинент, Северную Африку, низменности Азербайджана, а также территорию Туркменистана, Таджикистана, Узбекистана и Таджикистана южнее 42° северной широты.

## Биология

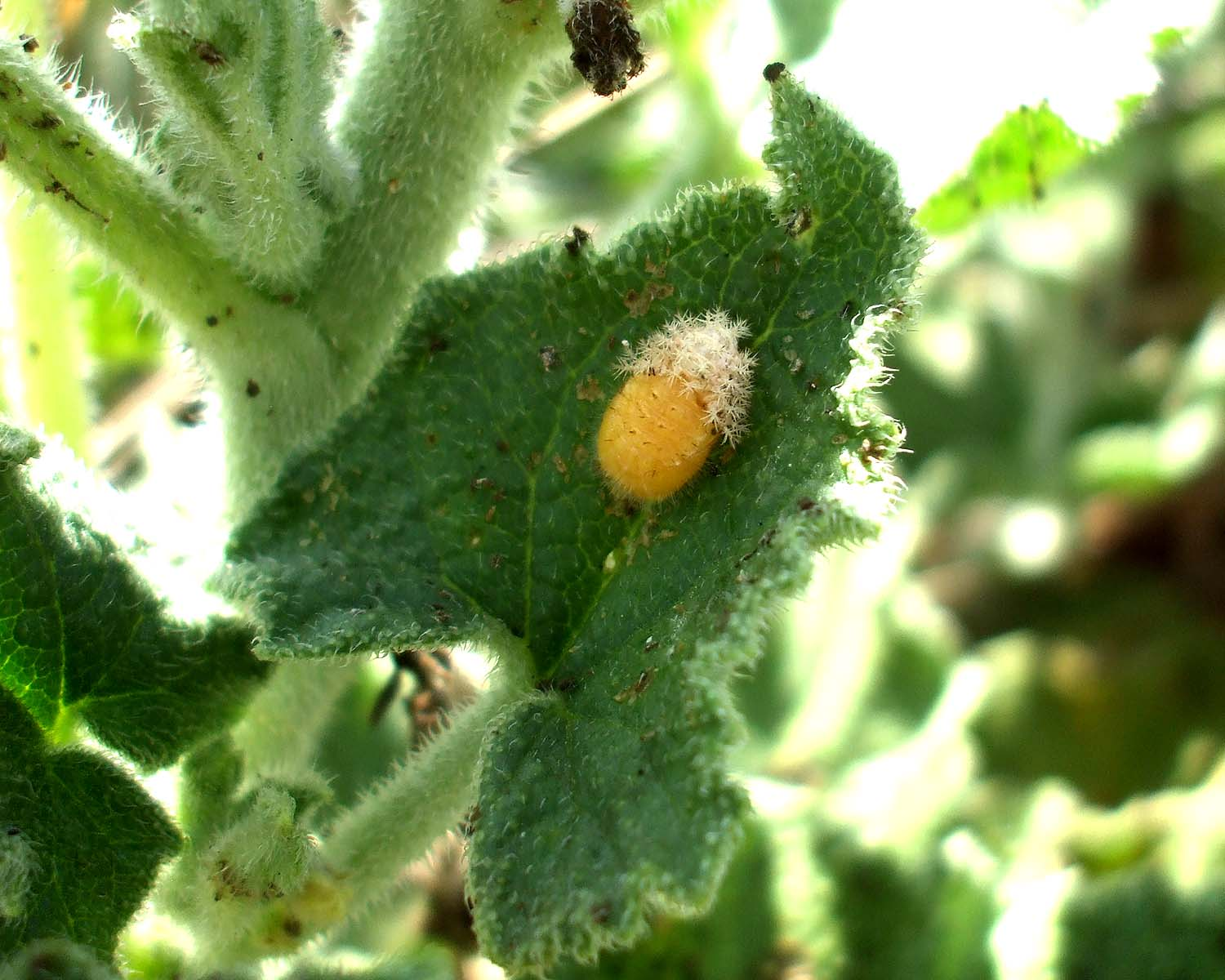
Куколка

За год развивается 2—4 поколения. Зимуют жуки под растительными остатками и в зарослях растительности, где могут скапливаться до нескольких сотен жуков. В зимнее время может отмечаться гибель до 80 % жуков. Жуки могут выдерживать непродолжительные морозы до −14°. Весеннее пробуждение жуков обычно отмечается в конце апреля, во время появления всходов ранних бахчевых. Жуки активны днем и хорошо летают. Спустя несколько дней дополнительного питания самки после спаривания откладывают яйца на нижнюю сторону листьев кормовых растений личинок. В каждой кладке до 20—40 желтых яиц, располагающихся в один слой. Пик яйцекладки приходится на вторую половину мая. Средняя плодовитость одной самки составляет до 150—300 яиц. Стадия яйца длится до 4-5 дней. Стадия личинки длится 12—22 дней, за это время происходит 3 линьки. Личинка окукливается на листьях. Стадия куколки длится 5—6 дней. Зимняя диапауза наступает в ноябре при среднесуточной температуре воздуха +12…+14 °C.
В отличие от большинства других видов божьих коровок, является фитофагом, а не хищником. Личинка и имаго питаются мякотью на нижней стороне листьев, а также кожицей молодых плодов дыни, арбуза, огурцов. Повреждает бахчевые культуры в основном в центрально-азиатских государствах бывшего СССР и в некоторых африканских государствах (Египет, Сенегал и Судан). Повреждает листья растений из семейства тыквенных, таких как дыня, арбуз, тыква, огурец, кабачок и другие, а также иные овощные культуры, такие как баклажан, шпинат, салат. Питается также некоторыми дикорастущими растениями, включая одуванчик, лебеду, вьюнок.